# Sophronia humerella
Sophronia humerella é uma espécie de inseto lepidóptero mais especificamente de traça, pertencente à família Gelechiidae.
A autoridade científica da espécie é Denis & Schiffermüller, tendo sido descrita no ano de 1775.
Trata-se de uma espécie presente no território português.